# Chayesite
La chayesite (simbolo IMA: Cys) è un minerale e un ciclosilicato molto raro del gruppo della milarite all'interno della classe minerale dei "silicati e germanati" con la composizione chimica idealizzata KMg4Fe3+Si12O30 e quindi chimicamente è un silicato di potassio-magnesio-ferro.

## Etimologia e storia
La chayesite è stata scoperta nel 1986 da Christiane Wagner e Danielle Velde nella lamproite di Moon Canyon, nello Utah (Stati Uniti), ed è stata inizialmente indicata come una fase simil-roedderite. Un'indagine più dettagliata, in cui furono coinvolti Wagner e Velde, nonché Olaf Medenbach e Werner Schreyer, portò tre anni dopo alla descrizione del nuovo minerale chayesite come un analogo vacante (☐)-Fe3+ della roedderite. Prende il nome dal petrologo ed ex presidente della "Mineralogical Society of America", Felix Chayes.
Il campione tipo del minerale è conservato presso la Università della Ruhr a Bochum (RUB, olotipo ca. 50 g) e presso il National Museum of Natural History di Washington (NMNH, cotipo nº 165807).

## Classificazione
Dal momento che la chayesite è stata riconosciuta come minerale indipendente solo nel 1987, non è elencata nell'ottava edizione della sistematica dei minerali secondo Strunz, che è obsoleta dal 1977.
Nella Sistematica dei lapis (Lapis-Systematik) secondo Stefan Weiß, che si basa ancora su questa vecchia edizione di Strunz per considerazione verso i collezionisti privati e le collezioni istituzionali, al minerale è stato assegnato il sistema e al minerale nº VIII/E.22-50. In questa Sistematica ciò corrisponde alla classe dei "silicati e germanati" e quindi alla sottoclasse dei "ciclosilicati", dove la chayesite insieme ad agakhanovite-(Y), almarudite, armenite, berezanskite, brannockite, darapiosite, dusmatovite, eifelite, emeleusite, faizievite, friedrichbeckeite, klöchite, lipuite, merrihueite, milarite, oftedalite, osumilite, osumilite-(Mg), poudretteite, roedderite, shibkovite, sogdianite, sugilite, trattnerite, yagiite e yakovenchukite-(Y) forma il "gruppo della milarite-osumilite" con il sistema nº VIII/E.22 con la struttura di doppi anelli esagonali [Si12O30]12-.
La nona edizione della sistematica dei minerali di Strunz, valida dal 2001 e aggiornata dall'Associazione Mineralogica Internazionale (IMA) fino al 2024, classifica la chayesite nella categoria dei "9.C Ciclosilicati"; questa è ulteriormente suddivisa in base alla struttura degli anelli, in modo che il minerale possa essere trovato nella suddivisione "9.CM [Si6O18]12- anelli doppi con 6 membri (sei doppi anelli)", dove forma il "gruppo della milarite" con il sistema nº 9.CM.05.
Anche la sistematica dei minerali secondo Dana, che viene utilizzata principalmente nel mondo anglosassone, classifica la chayesite nella classe dei "silicati e germanati" e da lì nella già più finemente suddivisa sottoclasse dei "ciclosilicati: anelli condensati". Qui è nel "gruppo della milarite-osumilite" con il sistema nº 63.02.01a all'interno della sottosezione "Ciclosilicati: anelli condensati a 6 membri".

## Chimica
La chayesite è il membro terminale ☐-Fe3+ di una serie di cristalli misti di roedderite a chayesite, che causa le reazioni di scambio:
- {\displaystyle \mathrm {^{[B]}Na\,+\,^{[T2]}Mg^{2+}=^{[B]}\Box \,+\,^{[T2]}Fe^{3+}} }

La composizione misurata della località tipo è:
- {\displaystyle \mathrm {^{[C,B]}(K_{1,14}Na_{0,1})^{[A,T2]}(Mg_{3,29}Fe_{0,96}^{2+}Mn_{0,04}^{2+}Fe_{0,64}^{3+}Ti_{0,03}Al_{0,04})^{[T1]}[Si_{12}O_{30}]} }

con le posizioni nella struttura cristallina indicate tra parentesi quadre.
Dal 2019, la composizione chimica è stata indicata nella sua forma pura come KMg4Fe3+[Si12O30] a seguito di una decisione dell'IMA/CNMNC.

## Abito cristallino
La chayesite cristallizza nel sistema esagonale nel gruppo spaziale P6/mcc (gruppo nº 192) con i parametri del reticolo a = 10,153 Å e c = 14,388 Å oltre a due unità di formula per cella unitaria.
La chayesite è l'isotipo della milarite, il che significa che cristallizza con la stessa struttura della milarite; la posizione T1, che costruisce i 6 doppi anelli, contiene solo silicio (Si4+).
La posizione C coordinata 12 volte è completamente occupata da potassio e sodio, la posizione B coordinata 9 volte è vuota o contiene solo piccole quantità di sodio. La posizione T2 contiene magnesio e fino a 1 apfu (atomi per unità di formula) di ferro, la posizione A ottaedrica è quasi interamente occupata da magnesio con piccole quantità di ferro.

## Origine e giacitura
La chayesite si trova nella massa cristallina fine di lamproiti e nelle inclusioni di rocce estranee nei magmi basaltici. Oltre alla sua località tipo, una lamproite proveniente da Moon Canyon (Utah, Stati Uniti), la chayesite è stata finora rilevata solo in poche altre località: nella lamproite di Cancarix, in Spagna e nelle inclusioni di xenoliti nei magmi basaltici dell'Ettringer Bellerberg nell'Eifel, in Germania, Pauliberg nel Burgenland (Austria) e Mont Denise in Alvernia (Francia).
La chayesite si forma a temperature molto elevate, intorno ai 1000-1100 °C e a bassa pressione in condizioni ossidanti, ed è stata documentata in sei diversi siti in tutto il mondo.
Nelle lamproiti, la chayesite si trova nella massa cristallina fine di queste magmatiti, dove vengono depositate direttamente dal fuso ricco di potassio nella fase tardiva della cristallizzazione. Questo tipo include la località tipo, una lamproite proveniente dal Moon Canyon vicino a Woodland nella Contea di Summit, nello Utah dove la chayesite si trova insieme a olivina, clinopirosseno, flogopite, K-richterite, feldspato di potassio, apatite, ilmenite, pseudobrookite Cr-spinello e vetro. In una lamproite proveniente da un affioramento nella Sierra de las Cabras vicino al vulcano Cancarix in Spagna; qui la chayesite è associata a egirina, apatite, rutilo e calcite così come dalyite.
Oltre a questi depositi ignei, la chayesite si forma anche durante il metamorfismo di contatto di xenoliti poveri di alluminio nei magmi basaltici. Questo tipo comprende gli altri siti documentati sull'Ettringer Bellerberg nell'Eifel vulcanico in Germania, sul Pauliberg nel Burgenland e sullo Stradner Kogel vicino a Wilhelmsdorf in Stiria (Austria), nonché sul Mont Denise vicino a Espaly-Saint-Marcel nella campagna francese dell'Alvernia.

## Forma in cui si presenta in natura
La chayesite sviluppa cristalli tabulari di colore blu intenso o marrone ematite, di solito di dimensioni inferiori a un millimetro con una lucentezza simile al vetro sulle superfici. Il minerale è normalmente trasparente, ma può anche essere traslucido solo a causa di difetti del reticolo, formazione policristallina o inclusioni estranee.